# پرواز شماره ۲۲۲ تانس پرو
پرواز شماره ۲۲۲ تانس پرو (به انگلیسی: TANS Perú Flight 222) یک پرواز از لیما به مقصد چاچاپویاس بود که با ۴۱ مسافر و ۵ خدمه بودند، در تاریخ ۹ ژانویه ۲۰۰۳ در چاچاپویاس دچار سانحه شد و ۴۶ نفر جان باختند.